# Stede Broec
Stede Broec (tiếng West Frisia: Stee Broek) là một đô thị ở tỉnh Noord-Holland của Hà Lan, vùng  West-Frisia. Tên gọi Stede Broec lấy từ "stede" (thành phố và "broec" là đầm lầy).

## Các trung tâm dân cư
Đô thị Stede Broec bao gồm các trung tâm dân cư sau: Bovenkarspel, Broekerhaven, Grootebroek, Horn, Lutjebroek.